# Tudosie Dubău
Tudosie Dubău (n. cca. 1630 – d. 1698-1700) a fost Mare Logofăt în divanul Moldovei, care a îndeplinit împreună cu Marele Hatman Bogdan și  Marele Vistiernic Iordache Ruset funcția de caimacam al Moldovei în perioada decembrie 1695 - ianuarie 1696, între sfârșitul primei domnii a lui Constantin Duca și prima domnie a lui Antioh Cantemir.:p. 97
Tudosie Dubău a fost unul din boierii învățați, de la el rămânând multe acte domnești, scrise de el însuși, cu un scris îngrijit și citeț.:p. 183 A fost apreciat în epocă ca un om echilibrat și rațional, contemporanu său Ion Neculce îl descria ca „fiind om de treabă, era dvoreală după vel logofăt”.:p. 124 Dubău este creditat ca cel care a dispus întocmirea unuia dintre letopisețele posterioare celui al lui Miron Costin („Izvodul lui Tudosie Dubău”)

## Familie
Tudosie Dubău provenea din una din marile familii boierești din Moldova. Tatăl său a fost Vasile Dubău iar mama Nastasia, fiica boierului Irimia Murguleț. S-a născut în jurul anului 1630, fiind menționat documentar într-un act din 24 septembrie 1638, când nașul său, Toader Șoldan, dăruia finilor săi, „cuconilor lui Vasile Dubău”, partea lui de moșie din satul Vartici.:pp 182-183
Tudosie Dubău s-a căsătorit cu Măricuța, care era rudă cu familia hatmanului Vascan (Vasile) Orăș. Au avut împreună trei copii: Dumitrașcu, Vasile  și Catrina. Catrina se va căsători cu marele logofăt Gavril Miclescu. Dubău se stinge din viață la o dată necunoscută, între iulie 1698 și iulie 1700.:pp 396-397

## Dregătorii
A intrat în viața publică sub Ștefăniță Lupu, fiul lui Vasile Lupu și prieten apropiat al lui Nicolae Milescu, când este menționat ca pârcălab al ținutului Cârligăturii.
La 1670 semnează ca biv spătar pe un act, alături de Ștefan Petriceicu viitorul Domn pe atunci vel pitar. În 1671, sub Gheorghe Duca, el ajunge logofăt al doilea; iar în 1673, sub Petriceicu Vodă, este înălțat importanta dregătorie de mare vistiernic.:pp 184-186
Nu se cunoaște care a fost atitudinea sa pe timpul asediului Hotinului de către turci, când domnitorul Ștefan Petriceicu a trecut de partea polonezilor. Cert este că dacă nu la însoțit pe Petriceicu, în exil în Polonia, sub domnii următori, Dumitrașcu Cantacuzino și Antonie Ruset, el nu a mai avut nici o dregătorie, ceea ce ar putea însemna că era măcar bănuit, de legături cu domnul aflat în exil.
Această înlăturare din divan l-a determinat să se alăture hatmanului Buhuș și lui Miron Costin și, după întoarcerea moldovenilor din campania din Polonia, să se plângă vizirului împotriva lui Antonie Ruset. În urma acestor plângeri, Antonie Ruset a fost mazilit la Chișinău și dus legat la Istanbul. Complotul pus la cale cu știrea lui Gheorghe Duca domnul Țării Românești, se încheie cu strămutarea acestuia în Moldova.:p. 178
Gheorghe Duca îl va face Mare Spătar, dregătorie în care rămâne doi ani, până în primăvara anului 1679, când atitudinea lui Duca se schimbă, față de întreaga societate moldovenească. Pentru a-și recupera sumele mari de bani plătite pentru a fi numit de turci Hatman al Ucrainei, cucerită de curând de turci, a pus biruri grele pe toate categoriile sociale. Simultan a trecut la confiscarea averilor boierilor, pe care îi aresta sub diferite pretexte pentru ca apoi sub tortură să-i determine la cedarea bunurilor. Tudosie Dubău arestat dar a reușit să evadeze din Iași și să treacă în Polonia. După cum arăta cronicarul Ion Neculce: „Tudosâe Dubău vel-spătar au fugit într-o noapte din târgu din Ieși în Țara Leșască”.:p. 69
Rămâne în exil până la 1683, când în urma victoriei lui Jan Sobieski sub zidurile Vienei, Ștefan Petriceicu s-a reîntors cu sprijin polon și a ocupat din nou tronul Moldovei, între boierii refugiați reveniți în țară fiind și Tudosie Dubău. După înlăturarea de turci a lui Petriceicu, noul domn Dumitrașcu Cantacuzino l-a numit mare logofăt dregătorie pe care o va îndeplini și pe timpul domniei lui Constantin Cantemir.:p. 178
După moartea lui Constantin Cantemir, Dubău joacă un rol important sub Constantin Duca, care îl va numi mare logofăt. După mazilirea acestuia, în luna decembrie 1695, Tudosie Dubău a făcut parte din Căimăcămia care a asigurat interimatul domniei până la sosirea lui Antioh Cantemir: „După ce porniră pe Costantin Duca-vodă la Poartă, rămasără cămăicani în Ieși, puși de Antiohi-vodă, Tudosâe Dubău logofăt și Bogdan hatmanul și Iordachi visternic”.:p. 124